# Ürümcsi metró
A ürümcsi metró  (egyszerűsített kínaiul: 乌鲁木齐地铁; ujgur nyelven: ئۈرۈمچى مېتروسى) a kínai Ürümcsi városnak, Hszincsiang-Ujgur Autonóm Terület székhelyének metróhálózata. A hálózat jelenleg egy vonalból áll, melynek hossza 27,615 km.

## Története
2011 szeptemberében záriult le az első vonal tervének környezeti hatásvizsgálata. 2018. október 25-én indult meg a személyforgalom az első vonalon. Az első két vonal tervezett költségei 31,24 milliárd jüanra rúgnak.

## Állomások (kínai nyelven)
Első metróvonal
- 三屯碑
- |新疆大学
- 二道桥
- 南门
- 北门
- 新兴街
- 南湖广场
- 南湖北路
- 王家梁
- 八楼
- 新疆图书馆
- 中营工
- 小西沟
- 铁路局
- 体育中心
- 植物园
- 迎宾路口
- 三工
- 宣仁墩
- 大地窝堡
- 国际机场